# Antonio Borrero Cortázar
Antonio María Vicente Narciso Borrero y Cortázar (Cuenca, 29 de octubre de 1827-Quito, 9 de octubre de 1911) fue un jurisconsulto y político ecuatoriano, presidente del Ecuador desde el 9 de diciembre de 1875 hasta el 26 de diciembre de 1876.

## Biografía de Antonio Borrero
Antonio Vicente Borrero nació el 29 de octubre de 1827 y fue bautizado en la Catedral de Santa Ana de Cuenca. Borrero era de ascendencia colombiana. Su abuelo paterno, José María Borrero, nacido en Popayán, representó al Departamento del Azuay en la Asamblea y Constituyente de Riobamba en 1830. Su abuelo materno, Francisco Cortázar y Labayen, nacido en Guayaquil, ocupó los cargos de oidor de la Audiencia de Santa Fe y de regente de la de Quito. Su padre, Manuel Borrero Seminario, cuencano, fue representante en uno de los congresos de la primera administración de Flores. 
Su madre, María Francisca Cortázar y Requena, bogotana, era sobrina del obispo de Cuenca José Ignacio Cortázar, y pariente del mariscal José de La Mar y Cortázar, vencedor en la batalla de Ayacucho y presidente del Perú. Su sobrino nieto Manuel María Borrero también ejerció la Presidencia de la República.
Una tía paterna del niño prodigio, guapa e ilustrada, que luego se metió de monja, le enseñó en casa la primaria. A los siete años de edad entró al colegio-seminario de Cuenca. A los 10 cursó Filosofía. A los 13 estudió Jurisprudencia Civil y Canónica, a los 17 se graduó de bachiller en los dos derechos en la Universidad de Quito, a los 21 se doctoró en Derecho Público en esa misma universidad, donde fue condiscípulo de García Moreno. Los dos triunfaron en un certamen público sobre Derecho Constitucional. Luego de su graduación regresó a Cuenca y se recibió de abogado en la Corte Superior, de la que habría de ser ministro y presidente. 
Borrero sentía atracción por el periodismo de ideas. En 1849 comenzó a escribir en "El Cuencano " de fray Vicente Solano. En 1856 fundó "La República" bajo el epígrafe "la centralización es la dictadura". Se refería a la centralización de las rentas y defendía una mayor autonomía de los municipios. Borrero criticó en la imposición del triunfo de la candidatura del general Robles. El periódico fue clausurado, pero reapareció en 1859 para apoyar la causa del Gobierno Provisorio. En 1857 y 1858, Borrero estuvo en el Congreso. En 1862 fundó "El Centinela", "periódico consagrado a la defensa de la Nación y de sus libertades". En él combatió con entereza y siempre de frente los excesos anticonstitucionales cometidos en la primera administración garciana. 

### Vida política

#### Vicepresidente
En 1863 ganó las elecciones para vicepresidente de la República. Pese a que triunfó con 15 mil votos, renunció a la vicepresidencia porque creyó que su propia candidatura había sido apoyada por el Gobierno de García Moreno, perjudicando así a su contendor Carlos Aguirre Montúfar. García Moreno lo calificó de "el más soberbio Lucifer" y "demagogo", y fue perseguido. En 1868 desde "El Constitucional", lideró a los liberales católicos de Cuenca en el apoyo a la candidatura presidencial de Francisco Xavier Aguirre y protestó contra el golpe de Estado que depuso a Javier Espinosa. García Moreno trató de atraerlo nombrándolo visitador fiscal de Azuay y Loja, pero Borrero no aceptó como tampoco aceptó la candidatura de oposición en la campaña presidencial de 1875, en la que García Moreno fue reelegido. 

#### Presidente
Elegido presidente en 1875, depuesto, encarcelado e incomunicado por el general Ignacio de Veintimilla en 1876, vivió en el exilio en Colombia, Perú y Chile hasta 1883. Fue gobernador del Azuay entre 1888 y 1892. Luego se retiró de la vida pública hasta su muerte. Periodista filosófico y a veces duro, académico de la Lengua, ensayista de la política y el derecho, biógrafo de fray Vicente Solano, respetado jurista, escribió entre otras obras "Refutación del libro titulado 'García Moreno, presidente del Ecuador, vengador y mártir del derecho cristiano', escrito en francés por el padre redentorista Alberto Berthe ". 
Murió en digna pobreza el 9 de octubre de 1911.

## Presidencia
Fue elegido presidente de Ecuador en las elecciones presidenciales de octubre de 1875. Ganó de una sola vez
Borrero prometió "desmentir a García Moreno y gobernar con guantes de seda". Lo cumplió. Hubo libertad de prensa, respeto a las garantías ciudadanas, honradez y aplicación al trabajo. Trató de mantener y perfeccionar lo que de positivo tuvo la administración garciana. Se opuso a que los jesuitas alemanes dejaran la Politécnica, pero prevaleció la voluntad de esos científicos. Mejoró la calidad de la enseñanza en las escuelas rurales. Entre otras cerró el funcionamiento de la Escuela Politécnica Nacional en 1876 debido a la línea de su tienda política y razones políticas del momento.
Renegoció la deuda externa, atendió a la buena conservación de los caminos, abrió otros nuevos y celebró algunos tratados con Colombia sobre extradición de reos, propiedad literaria y comercio. En la administración de Borrero se dio un gran debate constitucional. Borrero había prometido reformar la Constitución de 1869 y empezó a hacerlo. Según él, no había otro medio legal que discutir las reformas en el Congreso, llevara el tiempo que llevara. Pero los liberales más radicales no veían otra salida que la de convocar una Asamblea Constituyente para armar una nueva Constitución. 
El Club "Libertad Rocafuerte-Libertad de Estudios", de Santa Elena, provincia de Santa Elena, pidió a Borrero convocarla de inmediato. Firmaron la petición 36 "vecinos"; pero la tesis contaba con el respaldo de muchos, entre ellos, Montalvo y el periódico guayaquileño "El Popular", violentamente antirreligioso, dirigido por Mariano Alfaro, hermano menor de Eloy Alfaro. Ecuador se dividió entre constitucionalistas y convencionalistas. 
Fue un gran debate, racional y apasionado. Borrero escuchó a unos y otros a lo largo del primer trimestre de 1876. Consultó al Consejo de Estado y el 6 de abril dijo no a la Convención . El texto de la negativa del ministro de lo Interior fue el siguiente: "La convocatoria a la expresada Asamblea sería, si se expidiese, ilegal e inconveniente. Ni los interesados en ella han tenido justo derecho para solicitarla ni el Poder Ejecutivo tiene facultad para expedirla. Dictada por la Autoridad, sería arbitraria y despótica; proclamada por los ciudadanos, revolucionaria y anárquica; y en uno y otro caso, inválida y punible. Niego, por tanto, el decreto solicitado ...". Con esta respuesta, Borrero se puso la soga al cuello. 
Una minoría, compuesta principalmente de militares, tramó una conspiración en Guayaquil en mayo de 1876. Renunció el comandante del distrito militar de Guayaquil, coronel Teodoro Gómez de la Torre. En junio renunció el ministro de lo Interior, Manuel Gómez de la Torre, ante una provocación de Montalvo.
Borrero, desechando una natural repugnancia, cedió al consejo de sus asesores y reemplazó al comandante de Guayaquil con el general Ignacio de Veintimilla "excesivamente perezoso y gran trasnochador", pero muy simpático y sociable. Veintimilla empezó a conspirar, comunicó al presidente que Guayaquil estaba inquieta y pidió que le enviaran uno de los mejores batallones de la Sierra -y así se hizo-, desterró al general Secundino Darquea, y mientras hacía de las suyas, escribía cartas de fidelidad al presidente "porque el militar y la mujer no tienen más que el honor y, una vez perdido, no pueden recobrarlo jamás". Veintimilla fue vitoreado como Jefe Supremo y Capitán General de los Ejércitos de la República en el cuartel de Artillería donde había reunido otros batallones. Era el 8 de septiembre de 1876. 
El Consejo Municipal de Guayaquil celebró una sesión abierta en la que se confirió a Veintimilla el título de jefe supremo. Pedro Carbo, ausente en Europa, fue nombrado ministro general; José María Noboa, subsecretario de lo interior, y se dio la gobernación del Guayas a José María Caamaño. La Sierra respaldó a Borrero. Juan Montalvo propuso la renuncia de los dos. Borrero le contestó de modo hiriente; Veintimilla, con el destierro en Panamá. Veintimilla ayudado por Urvina, venció a las tropas constitucionalistas en Galte, cerca de Riobamba, el 14 de diciembre de 1876. "En Galte murieron más de mil soldados. Fue un baño de sangre, el mayor habido hasta entonces en el Ecuador. Los mil muertos de Galte. Mil y tantas víctimas, y mil y tantos huérfanos y viudas son los trofeos del traidor ", escribe Antonio Borrero Vintimilla, en su libro " Filosofía política y pensamiento del presidente Antonio Borrero y Cortázar ". Urbina y Veintimilla entraron triunfantes en Quito, pero no a la luz del día. Fue exiliado por orden del Jefe Supremo Ignacio de Veintemilla y vivió por muchos años en Perú y Chile. Después del derrocamiento de Veintemilla en 1883, fue autorizado para retornar al Ecuador, donde trabajó como abogado, periodista y escritor hasta su muerte.